# Renton (West Dunbartonshire)
Renton ist eine Kleinstadt in der schottischen Council Area West Dunbartonshire. Sie grenzt direkt südlich an Alexandria an und liegt rund drei Kilometer nördlich von Dumbarton am Westufer des Leven.

## Geschichte
Renton ist eine verhältnismäßig junge Gemeinde. Zwar siedelte sich schon im Jahre 1715 die erste Textilfabrik auf dem Gebiet an, die eigentlich Stadt entstand jedoch erst als Plansiedlung ab 1782. Treibende Kraft war die Familie Smollett (vergleiche auch Tobias Smollett), die in der Umgebung lebte. Der Ort wurde nach Smolletts Schwiegertochter, einer geborenen Renton of Lammerton, benannt. Die Stadt entwickelte sich bis deren Niedergang mit der Textilindustrie. Im Jahre 2011 lebten 2207 Personen in Renton.

## Verkehr
Die A82, die Glasgow über Fort William mit Inverness verbindet, tangiert Renton im Westen und schließt die Stadt an das Fernstraßennetz an. Mitte des 19. Jahrhunderts erhielt Renton einen eigenen Bahnhof, der auf der Caledonian and Dunbartonshire Junction Railway der North British Railway zwischen Bowling und Balloch bedient wurde. Heute halten dort die Züge der North Clyde Line, welche über Glasgow teils bis Edinburgh fahren. Der nächstgelegene Flughafen ist der rund 15 km entfernte Flughafen Glasgow.

## Sehenswürdigkeiten
Bei Renton befinden sich drei Denkmäler aus der höchsten schottischen Denkmalkategorie A. Das aus dem Jahre 1774 stammende Smollett Monument steht auf dem Gelände der örtlichen Grundschule. Es wurde in Gedenken an den Schriftsteller Tobias Smollett errichtet. Die neogotische Millburn Church ist heute nur noch als Ruine erhalten. Lange Zeit hatte man angenommen, dass sie nach einem Entwurf des Architekten John Thomas Rochead erbaut wurde. Heute schreibt man den Kirchenbau eher George Meikle Kemp zu. Mitte des 19. Jahrhunderts ließ James Aitken, der Eigentümer der Whiskybrennerei Rosebank in Camelon, die Landvilla Dalmoak House südwestlich von Renton errichten.
Zwölf weitere Denkmäler in Renton sind in den Kategorien B und C einsortiert. Siehe auch Liste der Listed Buildings in Renton.

## Persönlichkeiten
- Tom Vallance (1856–1935), Fußballspieler, -funktionär, Ruderer und Weitspringer
- Andrew Hannah (1864–1940), Fußballspieler
- Duncan McLean (1868–1941), Fußballspieler
- James McBride (1873–1899), Fußballspieler